# Уейн (окръг, Кентъки)
Вижте пояснителната страница за други значения на Уейн.
Окръг Уейн (на английски: Wayne County) е окръг в щата Кентъки, Съединени американски щати. Площта му е 1254 km², а населението - 19 923 души (2000). Административен център е град Монтисело.